# Цзяо Хуафен
Цзяо Хуафен (кит.: 焦华锋; нар. 24 вересня 1981, провінція Шаньдун) — китайський борець греко-римського стилю, чемпіон Азійських ігор, учасник Олімпійських ігор.

## Життєпис
Боротьбою почав займатися з 1987 року. 
Виступав за борцівський клуб Шанхая. Тренер — Шен Зетян.

## Спортивні результати на міжнародних змаганнях

### Виступи на Олімпіадах
| Змагання                    | Збірна | Вагова категорія                 | Місце |
| --------------------------- | ------ | -------------------------------- | ----- |
| Літні Олімпійські ігри 2008 | Китай  | греко-римська боротьба, до 55 кг | 18    |

### Виступи на Чемпіонатах світу
| Змагання                        | Збірна | Вагова категорія                 | Місце |
| ------------------------------- | ------ | -------------------------------- | ----- |
| Чемпіонат світу з боротьби 2005 | КНР    | греко-римська боротьба, до 55 кг | 24    |
| Чемпіонат світу з боротьби 2006 | КНР    | греко-римська боротьба, до 55 кг | 20    |
| Чемпіонат світу з боротьби 2007 | КНР    | греко-римська боротьба, до 55 кг | 18    |

### Виступи на Азійських іграх
| Змагання           | Збірна | Вагова категорія                 | Місце  |
| ------------------ | ------ | -------------------------------- | ------ |
| Азійські ігри 2006 | КНР    | греко-римська боротьба, до 55 кг | Золото |

### Виступи на інших змаганнях
| Змагання                                                         | Збірна | Вагова категорія                 | Місце  |
| ---------------------------------------------------------------- | ------ | -------------------------------- | ------ |
| Олімпійський кваліфікаційний турнір з боротьби 2008 (Роме-Остія) | КНР    | греко-римська боротьба, до 55 кг | Золото |